# Shane Van Dyke
Shane Thomas Van Dyke (Los Angeles, 28 agosto 1979) è un attore, regista e sceneggiatore statunitense, figlio di Barry Van Dyke e nipote di Dick Van Dyke.

## Biografia
La sua carriera professionale ebbe inizio dopo essersi diplomato, quando venne coinvolto nel mondo del teatro in California. Si lanciò nella carriera televisiva come personaggio minore ricorrente, interpretando Alex Smith, uno studente di medicina, nella serie televisiva Un detective in corsia, apparendo in 14 episodi. Nel 2002 recita nel musical Annie.
Negli anni a seguire, Van Dyke lavorò in altre serie TV, tra cui Beautiful, e nel film indipendente Arizona Summer. In seguito si dà anche alla sceneggiatura e alla regia, dando il suo contributo in film come Transmorphers: Fall of Man, Street Racer, Paranormal Entity, The Day the Earth Stopped, Titanic II e Chernobyl Diaries - La mutazione (nel quale ha collaborato insieme al fratello Carey). In particolare, in Titanic II e Paranormal Entity ha avuto anche il ruolo di interprete protagonista.

## Filmografia

### Cinema

#### Attore
- Transmorphers: Fall of Man, regia di Scott Wheeler (2009)
- Paranormal Entity, regia di Shane Van Dyke (2009)
- Titanic II, regia di Shane Van Dyke (2010)

#### Regista
- Paranormal Entity (2009)
- Titanic II (2010)

#### Sceneggiatore
- Transmorphers: Fall of Man, regia di Scott Wheeler (2009)
- Paranormal Entity, regia di Shane Van Dyke (2009)
- Titanic II, regia di Shane Van Dyke (2010)
- Chernobyl Diaries - La mutazione (Chernobyl Diaries), regia di Bradley Parker (2012)
- The Silence, regia di John R. Leonetti (2019)
- Don't Worry Darling, regia di Olivia Wilde (2022) - soggetto

### Televisione
- Un detective in corsia (Diagnosis: Murder) - serie TV, 14 episodi (1999-2001)
- Beautiful (The Bold and the Beautiful) - serie TV (2005)